# Heinrich von Borch

Das Wappen der Familie von Borch

Heinrich von Borch bzw. Heinrich IV. von Borch (* um 1290; † 1347 oder später), auch genannt „Isern Hinnerk“ (Plattdeutsch für ‚Eiserner Heinrich‘), war im 14. Jahrhundert ein stiftsbremischer Knappe aus Horneburg, der später als Raubritter bekannt wurde.

## Leben

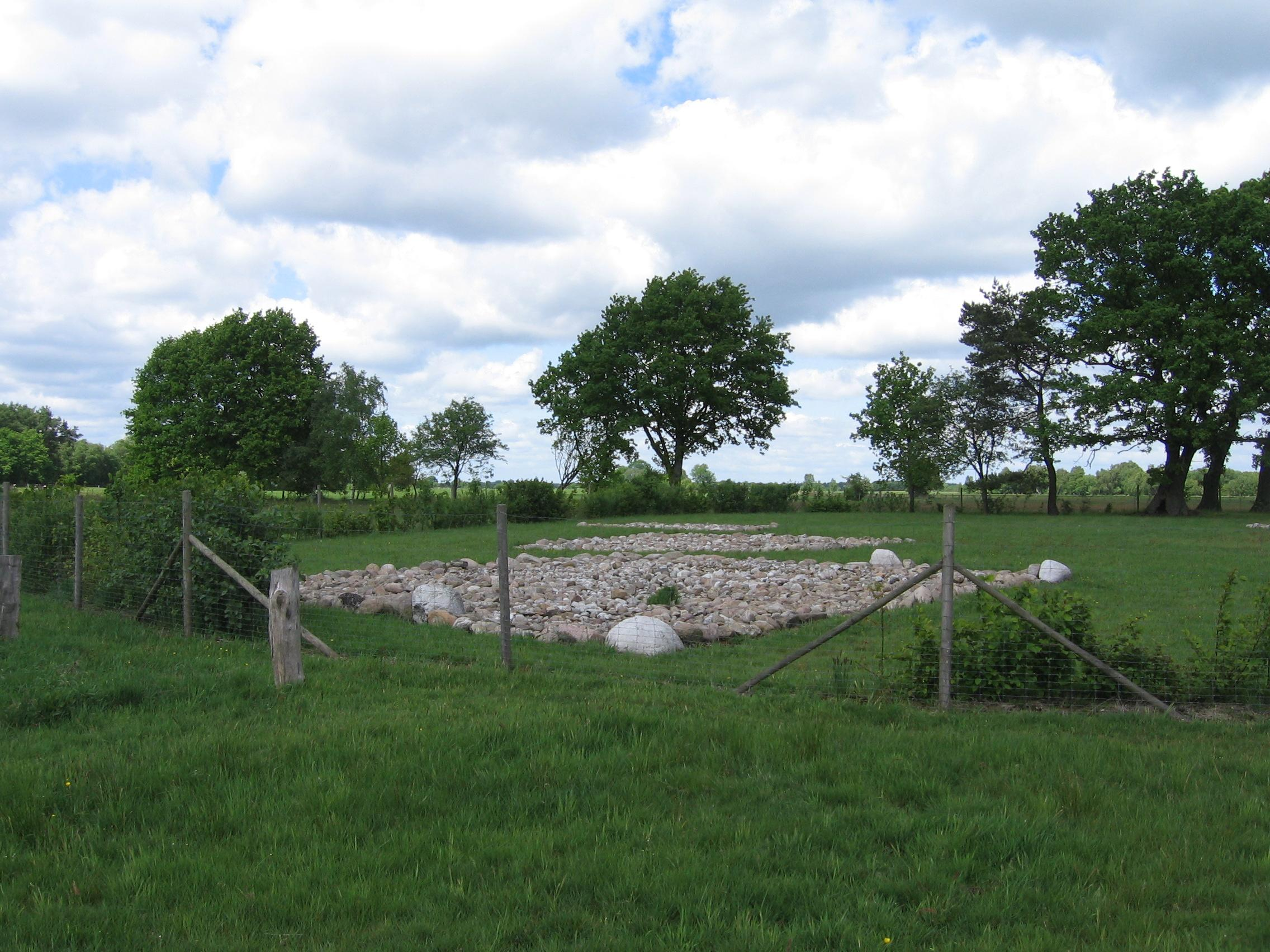
Die Burg im Dannsee heute

Heinrich von Borch wurde um 1290 als Sohn des bremischen Ministerialengeschlechts der von Borch geboren. Das Geschlecht der von Borch stellte seit 1255 Burgmänner auf der Horneburg. In dieser Eigenschaft waren die von Borch auch die Gerichtsherren des Gerichts auf dem Delm in Apensen.
Von 1307 bis 1310 war das Erzbistum Bremen ohne Bischof. Während dieser Zeit hatte Heinrich von Borch die Burg Vörde und die Vogtei Vörde inne. Ob ihm dieses Amt verliehen wurde, oder ob er das Machtvakuum ausnutzte und die Burg eigenmächtig besetzte, ist unklar. Jedenfalls muss er das Amt als Vogt zu seinen Gunsten ausgenutzt haben, sei es durch Raubzüge und Überfälle, wie es ihm vom Erzbistum nachgesagt wurde, oder durch ein hartes Regime, wie es sein Beiname „Isern Hinnerk“ nahelegt. Während dieser Zeit begann er eine eigene Zuflucht zu errichten, die Burg im Dannsee bei Beckdorf. Als das Erzbistum 1310 mit Johann Grand einen neuen Bischof bekam, bemühte sich dieser, die inzwischen verloren gegangenen Besitztümer, unter anderem die Burg Vörde, wiederzuerlangen. Heinrich von Borch weigerte sich aber, die Burg zu räumen. Nachdem sich verschiedene Adlige aus Norddeutschland und Bremen gegen Heinrich von Borch zusammenschlossen, räumte dieser dann doch freiwillig die Burg Vörde und zog sich auf seine Burg im Dannsee zurück.
Von dort aus weitete er seine Raubzüge aus, wahrscheinlich um die Vollendung der noch nicht vollständig fertiggestellten Burg zu finanzieren. Die dabei begangenen Taten veranlassten Johann Grand zur Exkommunizierung Heinrich von Borchs, was diesen aber nicht weiter kümmerte. Erst als sich seine Überfälle auch auf das Herzogtum Lüneburg und das Bistum Verden ausdehnten, schlossen sich Herzog Otto von Lüneburg, der Bischof von Verden und der Erzbischof von Bremen zusammen, um seinem Treiben ein Ende zu bereiten.
Die Verbündeten griffen Heinrich von Borch auf seiner Burg im Dannsee an, die dann im Verlauf der Kampfhandlungen völlig zerstört wurde. Er konnte jedoch zu seiner Familie auf die Horneburg fliehen, die daraufhin ebenfalls belagert wurde. Es gelang ihm, auch von dort seinen Verfolgern zu entkommen, er wurde aber nach längerer Flucht doch noch gefasst und in Vörde eingekerkert. Ein Jahr später misslang ein Versuch seiner Freunde aus dem Kreis der Horneburger Burgmannschaft, ihn zu befreien.
In der Zwischenzeit überwarf sich Johann Grand mit seinem Domkapitel und den Adligen der Gegend, bis sich offener Widerstand regte. Es bildete sich eine Opposition, die eine Liste mit Forderungen aufstellte. Dazu gehörte auch die Rehabilitierung Heinrich von Borchs. 1316 verließ Johann Grand Bremen, daraufhin wurde Heinrich von Borch nach fünf Jahren Kerkerhaft freigelassen und übernahm, wahrscheinlich als Ausgleich für seine Kerkerhaft, Amt und Burg Ottersberg.
Heinrich von Borch lässt sich noch bis 1347 urkundlich nachweisen, danach verliert sich seine Spur.

## Isern Hinnerk als Sagengestalt

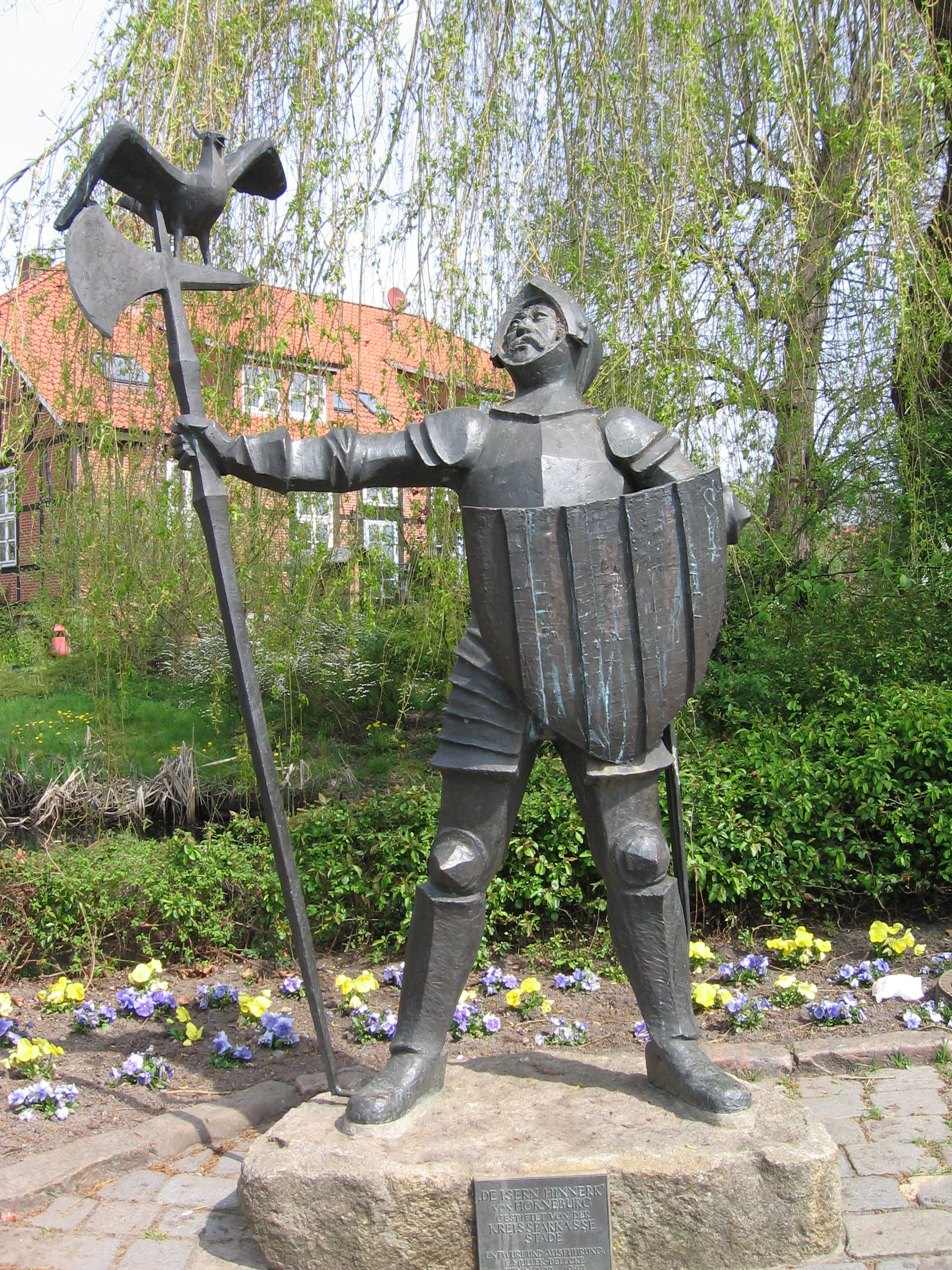
Statue Isern Hinnerks in Horneburg. Die Statue zeigt, wie er der Sage nach auf der Flucht vor dem Erzbischof von Bremen von einem Kiebitz verraten wird.

Um Isern Hinnerk ranken sich verschiedene Sagen und Geschichten. So heißt es, er habe, um seine Verfolger abzulenken, die Hufeisen seines Pferdes verkehrt herum aufschlagen lassen.
Als er seine Burg im Dannsee nicht mehr halten konnte, soll er seine Schätze in einer Goldenen Wiege im Moor versenkt haben. Diese soll alle 100 Jahre in der Johannisnacht wieder an die Oberfläche kommen. Wer sie haben will, dürfe sich ihr aber nur rückwärts nähern und kein Wort dabei sprechen. Einer weiteren Sage nach wurde Isern Hinnerk bei seiner Flucht vor den Männern des Erzbistums Bremen von Kiebitzen verraten, die sich von ihm gestört fühlten, als er sich hinter gestapeltem Torf versteckte.